# Hercostomus nigrifacies
Hercostomus nigrifacies är en tvåvingeart som beskrevs av Van Duzee 1933. Hercostomus nigrifacies ingår i släktet Hercostomus och familjen styltflugor.
Artens utbredningsområde är Oregon. Inga underarter finns listade i Catalogue of Life.